# Hannes Müller
Hannes Müller, född den 18 maj 2000, är en tysk landhockeyspelare.

## Karriär
Hannes Müller ingick i det tyska landhockeylaget som tog silver vid OS 2024.